# Fidias Elizondo
Fidias Elizondo (Monterrey, 24 de marzo de 1891 - Ciudad de México, 3 de enero de 1979) fue un escultor mexicano. Participante de la renovación escultórica de inicios del siglo XX en México junto a otros artistas como Ignacio Asúnsolo, José María Fernández Urbina y Manuel Centurión.
Nacido en Monterrey, emigró a la Ciudad de México a los 17 años para estudiar en la Academia de San Carlos, donde fue también profesor. Viajó a Europa para proseguir su formación artística, y participó en la defensa de París cavando trincheras ante la Primera Guerra Mundial.  Su obra tuvo influencias neoclásicas, aunque realizó retratos de corte popular. Algunas de sus obras fueron cabezas. Fue formador de distintas generaciones de artistas. Además de la academia, impartió clases en la Escuela Nacional de Bellas Artes.

## Obras
- 1949 - Escultura de Cristo del Cerro del Cubilete